# 자치통감강목 권27, 권47
자치통감강목 권27, 권47(資治通鑑綱目 卷二十七․四十七)은 충청북도 청주시 청원구 내덕동, 청주대학교에 있는 조선시대의 책이다. 2014년 7월 1일 충청북도의 유형문화재 제359호로 지정되었다.

## 지정사유
자치통감각목은 중국 송나라의 주희(朱熹)가 사마광(司馬光)의 자치통감을 춘추의 필법에 따라 간략하게 정리한 59권 86책이다. 자치통감각목은 1403년(태종 3) 계미자로 간행된데 이어 1420냔(세종 2) 주조한 경자자로 간행한 바 있다.
조선초기인 세종연간(1422-1434년)에 금속활자로 인쇄된 책자로 희소성과 함께 우리나라의 인쇄문화를 연구하는데 중요한 자료이다.

## 같이 보기
- 자치통감강목

## 참고 자료
- 자치통감강목 권27, 권47 - 국가유산청 국가유산포털